# José Porunnedom
José Porunnedom (ur. 13 marca 1956 w Anchiri) – indyjski duchowny syromalabarski, od 2004 biskup Mananthavady.

## Życiorys
Święcenia kapłańskie otrzymał 22 grudnia 1982 i został inkardynowany do eparchii Tellicherry. Pracował m.in. jako sekretarz biskupi, kanclerz kurii oraz wikariusz sądowy.
18 marca 2004 papież Jan Paweł II mianował go eparchą Mananthavady. Sakry udzielił mu 15 maja 2004 abp Varkey Vithayathil.